# Salomo de Veenboer
 (septembre 2014).
Si vous disposez d'ouvrages ou d'articles de référence ou si vous connaissez des sites web de qualité traitant du thème abordé ici, merci de compléter l'article en donnant les références utiles à sa vérifiabilité et en les liant à la section « Notes et références ».
Salomo de Veenboer, à l'origine Ivan Dirkie De Veenboer, aussi connu sous le nom de Suleyman Raïs, né à Hoorn (Provinces-Unies) et mort le 10 octobre 1620 à Carthagène (Espagne), est un corsaire néerlandais passé au service de la régence d'Alger et converti à l'islam, devenant ensuite capitaine, puis amiral dans le cadre du corso barbaresque.

## Biographie
De Veenboer[source insuffisante] connait le succès comme corsaire des Provinces-Unies en lutte pour leur indépendance vis-à-vis de l'Espagne pendant la Guerre de Quatre-Vingts Ans (1568-1648). Il opère alors avec des lettres de marque de l'Amirauté néerlandaise. 
Vers 1608, comme plusieurs autres corsaires néerlandais[réf. nécessaire], il choisit de rejoindre Simon Dansa déjà au service de la régence d'Alger. Il rencontre le succès et se convertit à l'Islam sous le nom turc de Süleyman (Salomon). 
Il se rend à Constantinople et y reçoit le titre d'amiral, devenant Süleyman Raïs (« amiral Salomon »). 
En 1617, il est à la tête de sa propre flotte, dont les équipages sont majoritairement formés de Néerlandais. Quand il attaque un navire espagnol, il hisse le pavillon néerlandais ; pour un navire d'un autre pays, il utilise le pavillon turc. Bien qu'il affirme éviter d'attaquer des navires néerlandais, et libérer leur équipage quand il le fait par erreur, il échoue dans ses démarches pour obtenir le pardon des Provinces-Unies et l'autorisation de revenir au pays.[réf. nécessaire] En 1618, il est au sommet de son pouvoir ; sa flotte est forte de cinquante navires, répartis en plusieurs escadres. Il a sous ses ordres plusieurs futurs corsaires de renom, comme Jan Janszoon. 
Peu après, il perd sa position de leader au profit de Mustapha Raïs[réf. nécessaire] et se retire provisoirement des affaires, puis reprend la mer en 1620 et capture un navire français. Le 10 octobre 1620, il rencontre une flotte de cinq navires (un néerlandais, deux français, deux anglais). La bataille qui s'ensuit se déroule dans le port de Carthagène lui est fatale : Un boulet de canon lui coupe les deux jambes et entraîne sa mort.